# Mistrovství světa cestovních vozů 2012
Mistrovství světa cestovních vozů 2012 bylo devátou sezónou mistrovství světa WTCC a osmou od jeho návratu v roce 2005. Šampionát začal závodem v Monze 11. března a skončil závodem na okruhu v Macau 18. listopadu, po dvaceti čtyřech závodech.
Šampionát jezdců vyhrál Robert Huff, šampionát výrobců vyhrál Chevrolet.

## Kalendář
| Kolo | Kolo | Závod               | Trať                                | Datum         |
| ---- | ---- | ------------------- | ----------------------------------- | ------------- |
| 1    | Z1   | Závod v Itálii      | Autodromo Nazionale Monza           | 11. března    |
| 1    | Z2   | Závod v Itálii      | Autodromo Nazionale Monza           | 11. března    |
| 2    | Z3   | Závod ve Španělsku  | Circuit Ricardo Tormo               | 1. dubna      |
| 2    | Z4   | Závod ve Španělsku  | Circuit Ricardo Tormo               | 1. dubna      |
| 3    | Z5   | Závod v Maroku      | Marrakech Street Circuit            | 15. dubna     |
| 3    | Z6   | Závod v Maroku      | Marrakech Street Circuit            | 15. dubna     |
| 4    | Z7   | Závod na Slovensku  | Slovakia Ring                       | 29. dubna     |
| 4    | Z8   | Závod na Slovensku  | Slovakia Ring                       | 29. dubna     |
| 5    | Z9   | Závod v Maďarsku    | Hungaroring                         | 6. května     |
| 5    | Z10  | Závod v Maďarsku    | Hungaroring                         | 6. května     |
| 6    | Z11  | Závod v Rakousku    | Salzburgring                        | 20. května    |
| 6    | Z12  | Závod v Rakousku    | Salzburgring                        | 20. května    |
| 7    | Z13  | Závod v Portugalsku | Autódromo Internacional do Algarve  | 3. června     |
| 7    | Z14  | Závod v Portugalsku | Autódromo Internacional do Algarve  | 3. června     |
| 8    | Z15  | Závod v Brazílii    | Autódromo Internacional de Curitiba | 22. července  |
| 8    | Z16  | Závod v Brazílii    | Autódromo Internacional de Curitiba | 22. července  |
| 9    | Z17  | Závod v USA         | Infineon Raceway                    | 23. září      |
| 9    | Z18  | Závod v USA         | Infineon Raceway                    | 23. září      |
| 10   | Z19  | Závod v Japonsku    | Suzuka Circuit                      | 21. října     |
| 10   | Z20  | Závod v Japonsku    | Suzuka Circuit                      | 21. října     |
| 11   | Z21  | Závod v Číně        | Shanghai International Circuit      | 4. listopadu  |
| 11   | Z22  | Závod v Číně        | Shanghai International Circuit      | 4. listopadu  |
| 12   | Z23  | Závod v Macao       | Guia Circuit                        | 18. listopadu |
| 12   | Z24  | Závod v Macao       | Guia Circuit                        | 18. listopadu |